# Great Ruaha
Great Ruaha – rzeka w Tanzanii, lewy dopływ Rufidżi; długość około 800 km, powierzchnia dorzecza wynosi około 70 tysięcy km². Great Ruaha tworzona jest przez liczne cieki spływające z gór Poroto i Kipengere (na północ od jeziora Niasa). Jednym z ważniejszych dopływów jest Little Ruaha.
W środkowym biegu Great Ruaha działają hydroelektrownie. Rzeka przepływa przez Park Narodowy Ruaha.